# Malo Bonjince
Malo Bonjince (cyr. Мало Боњинце) – wieś w Serbii, w okręgu pirockim, w gminie Babušnica. W 2011 roku liczyła 49 mieszkańców.